# Timur Topal
Timur Topal (* in Berlin) ist ein deutscher Basketballtrainer.

## Laufbahn
Topal wurde in Berlin als Sohn aus der Türkei stammender Eltern geboren. Als Spieler gehörte er unter anderem der Mannschaft Central Hoops Berlin und der BG Zehlendorf an, spielte für beide in der 2. Regionalliga. Während seines Studiums an der Universität Potsdam war Topal Mitglied der Basketballhochschulauswahl.
Er war zunächst als Trainer beim SC Siemensstadt und beim ASV Berlin tätig. Die Damen des Berliner Vereins ASV Moabit betreute er ab 2011 als Cheftrainer in der 2. Bundesliga. 2013 wechselten die ASV-Damen zum TuS Lichterfelde, dessen Trainer Topal ebenfalls in der 2. Bundesliga war. Er war bis 2014 für Lichterfelde tätig.
Beim SV Babelsberg 03 betrieb er Jugendarbeit, 2017/18 war Topal als Trainer der Herrenmannschaft der BG Zehlendorf (2. Regionalliga) tätig. Von 2018 bis 2020 leitete er die Jugendarbeit beim SSV Lokomotive Bernau. Unter seiner Leitung gewannen Bernauer Mannschaften brandenburgische Landesmeisterschaften. Ende August 2020 erlangte er den A-Trainerschein des Deutschen Basketball Bunds. Er wurde Assistenztrainer bei den Rheinland Lions und half in diesem Amt beim 2021 erreichten Aufstieg in die Damen-Basketball-Bundesliga mit. 2022 wurde er als Assistenztrainer mit den Rheinländerinnen in der deutschen Meisterschaft Zweiter. Bei dem Verein aus dem Rheinisch-Bergischen Kreis war er ebenfalls leitend in der Jugendarbeit beschäftigt.
Im Sommer 2022 trat Topal, der ebenfalls für den Deutschen Basketball Bund als Assistenztrainer der weiblichen U18-Auswahl tätig war, das Amt des Cheftrainers beim Damen-Bundesligisten Rutronik Stars Keltern an. Er betreute Keltern in der Bundesliga und im europäischen Vereinswettbewerb Eurocup. Mitte Dezember 2022 kam es zwischen Topal und dem Bundesligisten zur Trennung, als man in der Bundesliga auf dem vierten Tabellenplatz stand und nachdem man aus dem Eurocup mit fünf Niederlagen ausgeschieden war.
Ende März 2023 wurde Topal als neuer Cheftrainer des Damen-Bundesligisten Gisa Lions MBC vorgestellt. Gleichzeitig wurde Mario Zurkowski Sportlicher Leiter des Bundesligisten. Mit Zurkowski hatte Topal 2020/21 bei den Rheinland Lions zusammengearbeitet.